# Полосатый пластинохвост
Полосатый пластинохвост (лат. Leptophyes trivittata) — вид кузнечиков рода Leptophyes из подсемейства Phaneropterinae. Азербайджан, Армения, Иран.

## Описание
Длина тела 15-20 мм. Основная окраска желтовато-бурая или зеленоватая. Усики примерно в 4 раза длиннее тела. Надкрылья укороченные (2-4 мм), яйцеклад до 8 мм.